# Dzembronia (szczyt)
Dzembronia (ukr. Дземброня) – szczyt górski położony w południowo-wschodniej części głównego pasma Czarnohory. Zlokalizowany jest na granicy ukraińskich obwodów iwanofrankiwskiego i zakarpackiego.

## Geografia
Góra wznosi się na wysokość 1877 m n.p.m. przy wybitności 78 m i izolacji wynoszącej zaledwie 1 km – Dzembronia jest niższa od obu sąsiadujących z nią szczytów: Menczuła na północy (1998 m n.p.m.) i Pop Iwana na południu (2028 m n.p.m.; w połowie odległości pomiędzy Dzembonią a Pop Iwanem znajduje się jeszcze niewybitna kopa o wysokości 1851 m n.p.m.). Oddzielona jest od nich niezbyt głębokimi przełęczami o wysokości ok. 1800 m n.p.m. Na wschodnich, galicyjskich stokach znajdują się źródliska rzeki o tej samej nazwie, zaś po stronie zachodniej, zakarpackiej przepływa potok Balzatuł mający swój początek na zboczach Pop Iwana.
Ze szczytu Dzembroni roztacza się szeroka panorama okolicznych pasm i ograniczony do pobliskich szczytów widok na główne pasmo czarnohorskie. Spośród tych ostatnich dostrzec można Hutyn Tomnatyk, Brebeneskuł oraz wspomniane już Menczuł i Pop Iwan. Widoczne są także położone w pasmie bocznym szczyty Smotrycz i Uchaty Kamień. Ponadto na wschodzie zaobserwować można Beskidy Pokuckie z najwyższym Rotyłem, Połoniny Hryniawskie z Ludową i Tarnicą czy Góry Jałowiczorskie z Jarowicą. Po stronie południowo-zachodniej otwiera się widok na Karpaty Marmaroskie (Farcăul, Mihailecul, Pop Iwan Marmaroski, Toroiaga), Góry Rodniańskie (Gârgalăul, Ineul, Pietrosul Rodnei, Puzdrelor), Góry Giumalău (szczyt Giumalău) czy Góry Țibleș (Bran). Na północnym zachodzie widoczne są także położone na tzw. Płajach Świdowieckich Apecka i Opresza oraz Menczuł w paśmie Połoniny Czerwonej.

## Turystyka i ochrona przyrody
Przez szczyt przebiega wiodący główną granią Czarnohory znakowany na czerwono Zakarpacki Szlak Turystyczny. Najbliższe szczytu dojścia z dolin prowadzą: od strony wschodniej ze wsi Dzembronia (szlak niebieski przez Smotrycz bądź Uchaty Kamień, a dalej żółty na grań główną pomiędzy Dzembronią a Pop Iwanem) oraz od strony zachodniej ze wsi Howerła szlak niebieski, a następnie żółty na szczyt Brebeneskułu
Zbocza po stronie wschodniej znajdują się w granicach Karpackiego Parku Narodowego.

## Etymologia nazwy
Pochodzenie nazwy Dzembronia nie jest jasne. Część badaczy sugeruje, że początkowa głoska Dz- w standardowym języku ukraińskim odpowiadać powinna głosce Z-, zaś zbitka -em- stanowi pozostałość głoski -ę-, która w języku ukraińskim przeszła w głoskę -u-. Dało to podstawę przypuszczeń, że nazwa Dzembronia za pośrednictwem wczesnej, powstałej w wyniku wpływów polskich formy przymiotnikowej *zǫbrъ („zębaty, ząbkowany, poszarpany”) może wywodzić się  od prasłowiańskiego słowa *zǫbъ – „ząb”, np. w znaczeniu występu skalnego. Archaiczny przyrostek -on(ia) w toponimii wykorzystywany był do wskazywania, że dany obiekt charakteryzuje się określoną cechą.